# Calle de Teresa Gil
La calle de Teresa Gil es una vía urbana de la ciudad de Valladolid, España.

## Descripción
Aparece descrita en Las calles de Valladolid de Juan Agapito y Revilla de la siguiente manera:

Fue esta una calle que adquirió muchísima importancia en el siglo XIII, porque arrancaba de un sitio donde había parte del mercado, que se extendía en lo referente a tiendas y puestos de mercaderes hasta «la Frenería», y terminaba en una puerta de la segunda muralla, cuya puerta se llamó como la calle, «de Teresa Gil», y que debía ser de interés conservar siempre en buen estado, por lo que se la reparó y modificó algún tanto a fines del siglo XV y principios del XVI, a fin de facilitar buen acceso al barrio de los tahoneros y panaderos que se había formado desde dicha puerta hacia el brazo Sur del Esgueva.

En ella, por lo mismo, tuvieron sus casas principales familias acaudaladas y de gran prestigio, como se verá, siendo una señora que en ella vivió a fines del siglo XIII y albores del XIV la que dio nombre a la calle, seguramente desde el principio, pues en 1369 se la denomina ya como cosa corriente y muy conocida «calle de Teresa Gil», y se la cita en un documento del Archivo de la Catedral al reseñar «dos tiendas del Mercado al cantón de la calle de Theresa Gil».
Fue esa ilustre dama, a la que debió de guardársele gran consideración en la villa, Doña Teresa Gil, infanta de Portugal y ricahembra de Castilla, hija natural de Alfonso III de Portugal, hermana de Don Gil Alonso, bailío de San Blas en Lisboa, y del rey Dionis de Portugal. Por su testamento otorgado el 16 de septiembre de 1307 legó 400 maravedís de a diez dineros al monasterio de San Quirce de Valladolid, cuando bajo la advocación de Santa María de las Dueñas tenía su asiento al otro lado del Puente Mayor y junto al Pisuerga. Señora muy piadosa, en el mismo testamento mencionado, dispuso que se fundase en Toro un convento de dominicas bajo la advocación de San Salvador, que luego varió por la de Sancti Spíritus, siendo la primera priora una infanta llamada Leonor, que no se ha aclarado quién pudiera ser. Se supone que los dos sencillos féretros de madera en nichos modernos de los lados del presbiterio de Sancti Spíritus de Toro sean los de una incierta reina Doña Beatriz y de Doña Teresa Gil.
Una de las casas más curiosas de esta calle es la conocida por «casa de las aldabas», desde tiempo inmemorial, y señalada hoy con el número 22, por tener empotradas y sujetas en el muro de fachada unas once aldabas de hierro, redondas, pendientes de una anilla alta, sin que puedan moverse por haberse sujetado en lo bajo con alcayatas, que de otra suerte algunas hubieran desaparecido. Las aldabas son de unos veinte centímetros de diámetro y están colocadas a poco más de dos metros sobre el suelo de la calle en una línea horizontal a lo largo de la fachada. Una de las dos hojas de la gran puerta rectangular de la casa, que comunica con el patio, tiene otra aldaba más decorada que las del muro de fachada, completamente lisas.
¡Lo que el vulgo ha fantaseado con esas aldabas y el miedo que de niño me hacían tener al pasar por delante de la casa y ver aquellas fatídicas aldabas, y de algo mayorcito tener que atravesar el patio, para asistir de noche a una clase de matemáticas que instaló el «Ateneo Mercantil e Industrial»! La verdad, que la «historia de Don Rodrigo Calderón», lo de «más orgullo que Don Rodrigo en la horca», las «aldabas», la luz mortecina del patio y zaguán a las ocho de la noche en aquellos tiempos... ¡a cualquiera se lo doy yo en un chico de nueve o diez años!
Pero ¡lo que son las cosas! Esas famosas «aldabas» ni fueron signo de afrenta ni querían decir que allí estuvo la Inquisición, como alguien ha dicho; sino, al contrario, es una señal de fausto suceso, y lo he historiado con detalle en mi trabajo titulado Palacios y casas señoriales de Valladolid.—La Casa de las Aldabas, publicado en la Revista Castellana (t. I, 1915, págs. 26–29 y 65–73).
No recordando más que lo principal, he de decir que a fines del siglo XIII y principios del XIV funda la casa principal la familia de Fernán Sánchez de Valladolid y Tovar, señor muy significado en las cortes de Alfonso XI y Pedro I, y criado de Fernando IV, casado con una descendiente de reyes, y la funda sobre el solar de la «casa de las aldabas» que, quizá, habitara algún tiempo la referida infanta de Portugal.
Por línea directa pasó la casa al nieto del fundador, a Diego Sánchez Manuel de Valladolid, contador mayor de Don Enrique III, casado con Doña Elvira Sánchez de Torquemada, y siendo de este señor, nace en sus «casas que eran en la calle de Teresa Gil de Valladolid», como escribió Salazar, el 5 de enero de 1425, el príncipe Don Enrique, el cual, ya siendo rey Don Enrique IV, y las casas de Alonso de Valladolid (nieto de Diego), que fue regidor de Valladolid y contador mayor de los Reyes Católicos, concedió privilegio en 8 de enero de 1469, por la memoria de que en ellas había nacido, que también indica Salazar, «para ellas (para las casas) muy grande y muy honrado de que por ninguna causa le fuesen echados huéspedes en ellas y que todas las personas que se acogiesen a ellas por cualquier causas o delitos no les pudiesen sacar de ellas ningunas justicias... las cuales casas están en la calle de Teresa Gil desta ciudad de Vallid», privilegio que aún confirmó Don Carlos I en 29 de julio de 1524.
Esas aldabas eran, pues, la señal de estar distinguida la casa con el llamado «derecho de asilo», bien distinto de lo que se quería referir a lo de Don Rodrigo Calderón.
Antes de 27 de abril de 1601 salió la «casa de las aldabas» de los dominios de la familia de los Valladolid, por compra que hizo el matrimonio Juan Bautista Gallo, regidor de Valladolid y depositario general de la ciudad y de Chancillería, con su mujer Doña Mariana de Paz Cortés; luego fue solamente de esta señora, ya viuda, quien las cedió a Don Rodrigo Calderón, antes de 12 de enero de 1605, según se desprendía de un acuerdo del Ayuntamiento que encontré en las actas de ese año.
Mucho reformó el marqués de Siete Iglesias «las casas de las aldabas», que debieron ser construidas de nuevo entre los tiempos de Alonso de Valladolid y su nieto Cristóbal de Santisteban I, más cerca de los de este que de los de aquel, pues los caracteres que ofrece la parte antigua del patio pertenecen a fines del siglo XV o principios del siguiente. En obra estaban todavía las casas, que dirigía el arquitecto Diego de Praves, cuando en la noche del 20 de febrero de 1619 fue en ella prendido el conde de la Oliva, quien no debió de verla terminada (fue ajusticiado el 21 de octubre de 1621).
La casa, como otros muchos bienes de Don Rodrigo, se confiscó; pero se restituyó a la viuda Doña Inés de Vargas, por concesión de Felipe IV hecha pública en 20 de enero de 1623, y se vinculó en el título de conde de la Oliva que se devolvió, del mismo modo, a la familia.
Esa fue la famosa «casa de las aldabas», verdaderamente casa histórica por más de un concepto como se ha visto, pero no la única que recuerda a Don Rodrigo Calderón, pues al lado de su casa construyó de nuevo el convento de «las calderonas», llamadas así por el apellido del magnate.
En 19 de diciembre de 1601 fundó y dotó la acaudalada señora Doña Mariana de Paz Cortés, viuda ya de Juan Bautista Gallo, una casa para religiosas, precisamente a espaldas de la de «las aldabas», diciéndose pocos meses antes que en casas de la calle de los Olleros, en parte de lo que había sido también de Doña Isabel de Santisteban, «está hecha iglesia en ellas y edificado un monasterio». En 6 de octubre de 1606, ratificada por otra escritura de 22 de noviembre, cede y traspasa Doña Mariana a Don Rodrigo Calderón «las dichas casas e suelos y edificios en que... había fundado (el monasterio) y el derecho perpetuo de su patronazgo», obligándose Don Rodrigo a darle ocho mil ducados.
El marqués de Siete Iglesias hizo entonces iglesia completamente nueva, desde cimientos, dando la fachada a la calle de Teresa Gil, para las religiosas que ocupaban el edificio de la de Olleros y en 2 de noviembre de 1609 se hace constar el cambio de hábito y reglas que tenían de San Francisco por el de Santo Domingo, trasladándose las monjas al nuevo convento el 26 de octubre de 1614, según Antolínez de Burgos. Excusado es indicar que, como construido el convento de Porta Coeli, como es su título, en tiempos de gran apogeo de Don Rodrigo, fue adornado espléndidamente, como lo prueban el retablo de mármoles de Italia y buenas pinturas de la capilla mayor y los murales sepulcros con estatuas orantes de Don Francisco y Don Rodrigo Calderón y sus esposas, labradas en alabastro por Pedro de la Cuadra, seguramente.
En la clausura del convento, en el coro bajo, próximo al nicho de la iglesia donde están las arrodilladas estatuas de Don Rodrigo y su mujer Doña Inés de Vargas, se conserva la caja que encierra los restos momificados del desgraciado marqués de Siete Iglesias y conde de la Oliva, restos del «santo fundador», según me decía una religiosa en una de las dos visitas que he hecho a la clausura, en los que se observa perfectamente la sección que la afilada cuchilla del verdugo causó en el cuello de Don Rodrigo.
Ya por esos recuerdos era bastante la calle de Teresa Gil para considerarla de interés; pero hay que recordar también que en ella tuvieron sus casas familias linajudas, como, además de los Santisteban citados, que sucedieron a los de apellido Valladolid, los la Cerda, de los cuales, Don Pedro de la Cerda y su mujer Doña María del Castillo Zúñiga y Reynoso, son los escudos que están en las enjutas de un arco gótico frente a la calle de Enrique IV, puerta que perteneció a una casa, la principal, seguramente, del matrimonio, y que se incorporó al convento; los Verdesoto, siendo de Alonso Verdesoto la casa hoy del Colegio Notarial, que el Ayuntamiento pensó comprar para regalársela a Don Rodrigo Calderón; los López de Calatayud, tan nombrados y conocidos en el Valladolid del siglo XVI y aun antes; los Ribera, uno de los cuales, el comendador de Cieza Don Pedro de Ribera, caballerizo del Rey Católico, con su mujer Doña María de Medina, también caballeriza de Doña Isabel la Católica, poseyeron las casas de la calle de Teresa Gil donde posaron en marzo de 1506 Don Fernando el Católico y su segunda mujer Doña Germana de Foix, casas que años más tarde sirvieron para que, después de entrar el ejército realista en Tordesillas y llegar a Valladolid la Santa Junta, la Junta General de las Comunidades, constituida en Cortes, tuviese sus sesiones, que diríamos hoy, en una de las salas de las casas del comendador Ribera, desde 20 de diciembre de 1520 hasta que se disolvió por desbandada de los procuradores de las ciudades y villas, a causa del desastre de Villalar. Por cierto que al habilitar la sala para hacer las Cortes y Junta, comprando escaños, esteras, braseros, carbón, cera y todo lo necesario al efecto, se gastaron 3.881 reales.
Otro señor que tuvo casas principales en la calle de Teresa Gil fue el conde de Castrojeriz, Rui Díaz de Mendoza, quien sucedió en el condado al revoltoso Diego Gómez de Sandoval. Fue mayordomo mayor de Don Juan II y Don Enrique IV y alcaide del Alcázar de Segovia. Estuvo casado con Doña Beatriz de Guzmán; pero eso no fue inconveniente para que tuviese cinco hijos naturales con «Mari Vásquez», todo ello reconocido en el codicilo que el conde otorgó en Castrojeriz el 3 de enero de 1471, ante Juan de Castro (publicado por el P. Serrano en Fuentes para la Historia de Castilla, t. I, p. 213), en el cual a «Mari Vásquez... por me haber bien lealmente servido como por que ha criado mis hijos», le mandó doce mil maravedís, lo mismo que a cada una de las cuatro hijas de ambos: Doña Brianda, Doña Valentina, Doña Francisca y Doña Isabel. Al hijo también tenido con María Vásquez, el cual se llamó Juan Hurtado, además de mandarle las aceñas de Mazariegos en el Pisuerga, veinticinco mil maravedís de merced y por vida en las rentas en las carnes vivas y muertas de Valladolid y otros quince mil de juro de heredad en la merindad de Burgos, le hizo otra manda de importancia, que es la que tiene interés ahora, pues «Otrosí le mando las casas que yo tengo y poseo en la villa de Valladolid, que son en la calle de Teresa Gil, con todas sus entradas y salidas y huertas que tienen, para que sean suyas propias, libres y exentas». Es probable que este Juan Hurtado fuera el hijo mayor de los tenidos por el conde de Castro en María Vásquez, y por eso las mandas que le hacía eran mucho más importantes que las de sus cuatro hermanas; mas fuese como fuese, todos cinco eran de corta edad, niños o poco más, y el que heredó las casas de la calle de Teresa Gil fue el varón. La María Vásquez entró luego de monja en San Salvador de El Moral y consta que vivía en 1500.
La calle relatada no estaba mal de vecinos; era vía muy principal.
Luego, andando los años, se construyó en ella la iglesia de San Felipe Neri, y al extremo, pegando al sitio donde estuvo la puerta de Teresa Gil, perteneciente a la segunda muralla, se levantó de nuevo el convento de Premostratenses, con su curiosa iglesia barroca, que sirvió de «templo de la libertad», como decían en los días de la primera República española. Después de la exclaustración de 1835, se destinó el convento a varios fines, y allí se instaló la Escuela Normal de Maestros, la primera Casa de Socorro que hubo en Valladolid, el Orfeón Pinciano y otras cosas; se derribaron iglesia y convento, y en época de la Dictadura de Primo de Rivera se levantó edificio nuevo para las Escuelas Normales, con planos del arquitecto Don Antonio Flórez y Urdapilleta.

Nada hay que recuerde la puerta de Teresa Gil, ya mencionada. Se sabe que sobre ella había una especie de capilla con la efigie de Nuestra Señora de la Guía, que se trasladó al Salvador, y allí se venera, colocándose en capilla nueva en 13 de agosto de 1724.